# Edmondsia
Edmondsia là một chi bướm đêm thuộc họ Erebidae.